# Trzciana-Żegocina (gmina)

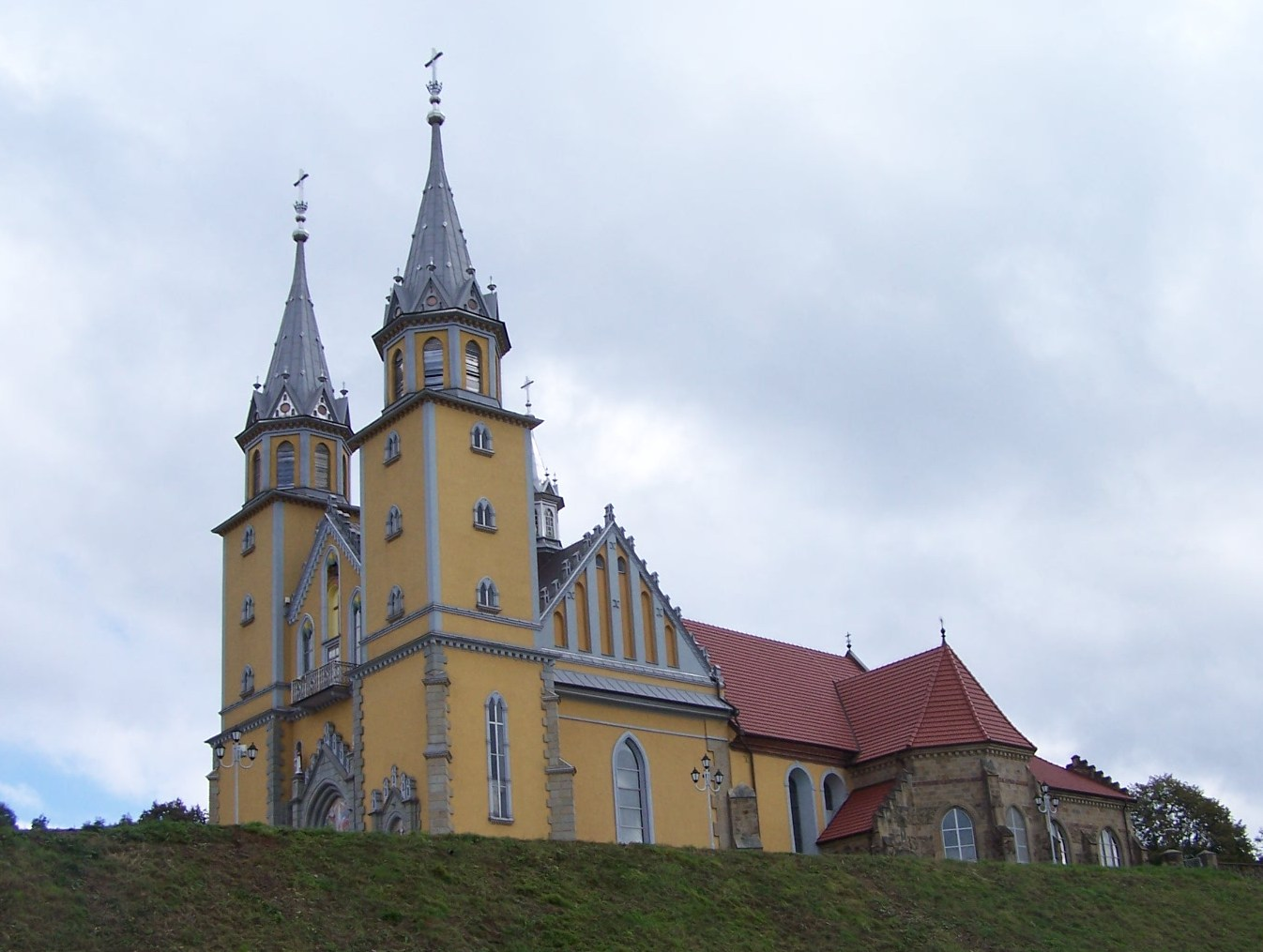
Kościół w Trzcianie

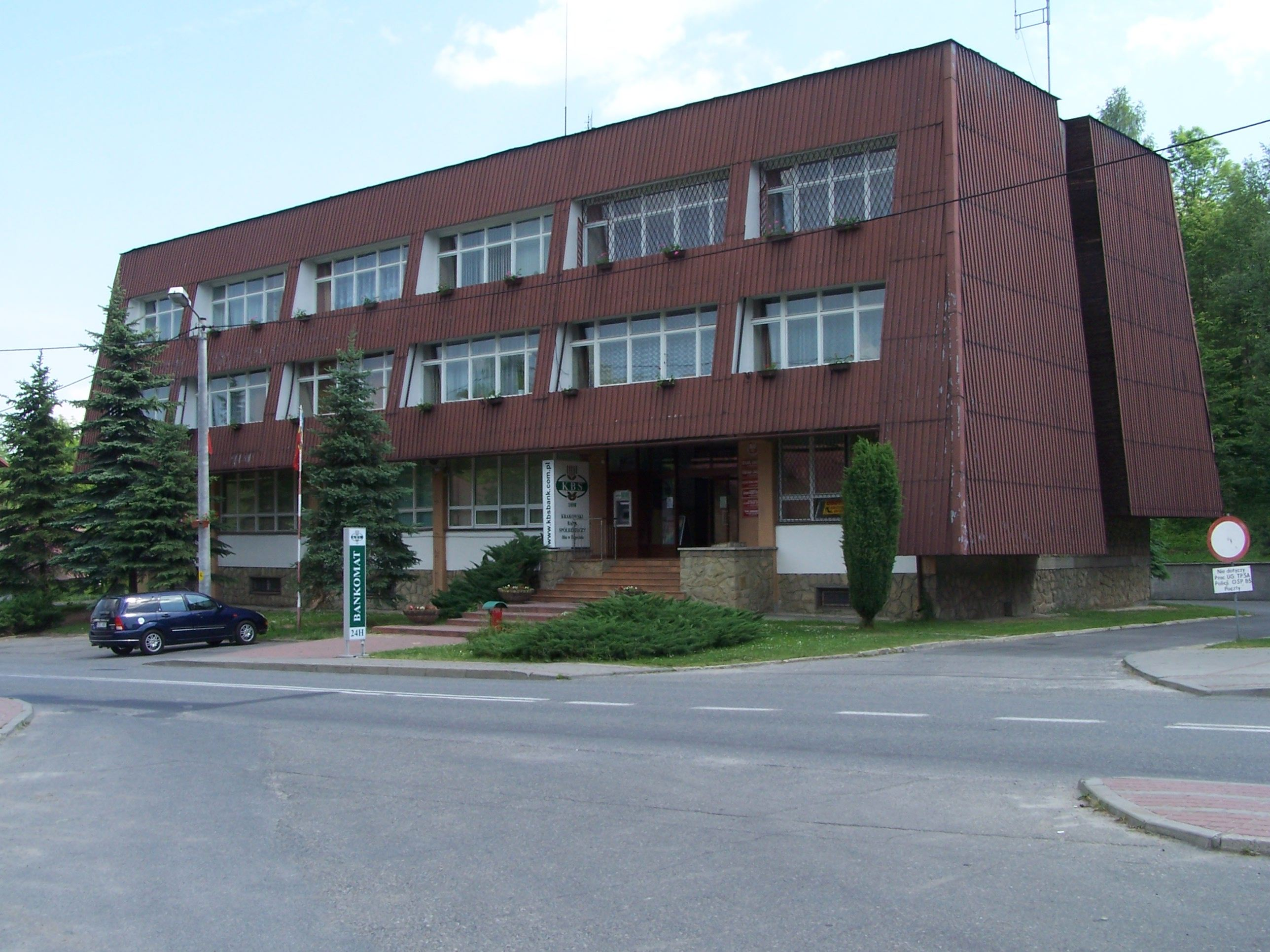
Urząd Gminy w Żegocinie

Trzciana-Żegocina (1934–54 Trzciana, 1973–94 Żegocina, od 1994 gminy Trzciana i Żegocina) – dawna gmina wiejska istniejąca w latach 1973–1976 (1994) w woj. krakowskim i tarnowskim (obecnie woj. małopolskie). Siedzibą władz gminy była Żegocina.
Gmina została utworzona w dniu 1 stycznia 1973 roku w powiecie bocheńskim w woj. krakowskim z gromad Trzciana i Żegocina. Spotkało się to z licznymi protestami mieszkańców Trzciany. 1 czerwca 1975 gmina znalazła się w nowo utworzonym woj. tarnowskim. 
1 stycznia 1977 gmina Trzciana-Żegocina została przemianowana na gmina Żegocina, lecz w dalszym ciągu obejmowała część trzciańską. W lipcu 1993 roku zawiązał się w Trzcianie Społeczny Komitet na Rzecz Reaktywowania Gminy Trzciana, który doprowadził do reaktywowania gminy Trzciana 30 grudnia 1994 roku z sołectw Kamionna, Kierlikówka, Leszczyna, Łąkta Dolna, Rdzawa, Trzciana i Ujazd. Pozostała część gminy Żegocina zachowała ciągłość prawną po dawnej gminie.